# Colégio Estadual Nelson Mandela
O Colégio Estadual Nelson Mandela é uma escola de ensino médio localizada no bairro de Periperi, situado na região do Subúrbio Ferroviário de Salvador, capital do estado brasileira da Bahia.
Além de ser o maior colégio do Subúrbio Ferroviário, este Colégio Estadual se destaca por seu pioneirismo na democratização de decisões produzidas em escolas públicas, como a consulta popular ("plebiscito") envolvendo a participação da comunidade escolar que resultou na mudança do nome deste estabelecimento de ensino, por iniciativas em parceria com o Governo Estadual envolvendo a artes urbanas (projeto Mais Grafite) e a educação musical (a Banda Marcial Nelson Mandela - "BANEMA") no âmbito do ensino secundarista, além de abrigar polos da Universidade Aberta do Brasil (o Polo UAB de Salvador Subúrbio) e da UPT da Universidade do Estado da Bahia (UNEB).

## História
Concebida para ser uma zona industrial no final do século XIX, toda infraestrutura implantada na região do Subúrbio Ferroviário era voltada para essa propósito, o que levou a uma ausência de investimento da administração pública estadual e municipal em obras e serviços públicos que atendessem às necessidades da população que morava no local.
Essa ausência do estado na região suburbana repercutia no acesso à educação, em que inexistiu qualquer estabelecimento de ensino ginasial permanente até o ano de 1964, além de um ginásio privado rudimentar chamado Monteiro Lobato que funcionava no terreno particular de um morador local chamado "Fernando Boquinha", quando uma comissão de moradores do Subúrbio Ferroviário, liderada pela professora Nair Sampaio Mascarenhas, articularam-se politicamente com o vereador José Pires Castelo Branco e conseguiram criar naquele ano um ginásio comunitário que foi a instituição educacional embrionária deste Colégio.
O ginásio criado em 1964 funcionava precariamente na sede do Esporte Clube Periperi com salas de aula improvisadas em que professores voluntários, a exemplo de Emmanuel Theobaldo da Silva, o engenheiro Jaime Coelho, Fernando Almeida, Ilze Cajado e Deraldo Ramos, ministravam aulas sobre disciplinas em que possuíam maior domínio, ainda que não tivessem a formação especializada nelas.
Contudo, os moradores da região continuaram se articulando politicamente para tentar viabilizar a criação de um estabelecimento escolar permanente, porém, ainda enfrentavam a resistência da Secretaria de Educação do Estado da Bahia, naquela época governado por Luiz Viana Filho, que se recusava a construir um prédio para essa instituição de ensino, alegando restrições orçamentárias, especialmente pela inexistência de "terrenos disponíveis, nem verba para comprá-los".
Insatisfeita com a indiferença dos governantes baianos daquele período, a população do Subúrbio Ferroviário se organizou em uma associação de pais e mestres que arrecadou recursos e, em seguida, compraram um terreno que veio a ser doado ao Estado da Bahia com a condição de ser construído um prédio público e implantado o colégio estadual.
Em 2 de junho de 1967, foi criado o Colégio Estadual Presidente Humberto de Alencar Castelo Branco, por meio da Portaria nº 69/1967, publicada no Diário Oficial do Estado da Bahia daquele dia, seguido da inauguração de seu primeiro pavilhão. Este colégio absorveu todos os alunos do então ginásio comunitário de Periperi.
Nos anos seguintes, seriam construídos outros pavilhões nas gestões dos governadores Antonio Carlos Magalhães e Roberto Santos, sendo que com este último o Colégio Estadual contaria com a estrutura contemporânea composta por salas de aula, um ginásio de esporte, uma quadra poliesportiva, dentre outros equipamentos.
Em 30 de abril de 2014, a comunidade escolar deste Colégio Estadual, considerando que a história da construção deste estabelecimento escolar foi uma iniciativa comunitária dos moradores locais e não uma benesse dos governantes da Ditadura Militar de 1964, além de ser crítica ao autoritarismo daquele período, realizou uma consulta popular ao no dia 30 de abril, a partir da votação de alunos, ex-alunos, professores, funcionários e moradores do Subúrbio Ferroviário para decidir sobre a mudança do nome desta instituição de ensino.
A maioria absoluta dos votantes optou pelo nome de Nelson Mandela, sendo que o segundo nome mais votado foi o de Milton Santos e o terceiro foi o nome de Carlos Lamarca.
Em 26 de junho de 2014, o Secretário de Educação do Estado da Bahia expediu a Portaria nº 5.301/2014 que oficializou a mudança de denominação deste colégio estadual de Humberto Castelo Branco para Colégio Estadual Nelson Mandela, conforme publicação no Diário Oficial do Estado do dia seguinte.

## Ensino
O regime de ensino da escola é em tempo integral, modelo de ensino que possui inspiração no pensamento pedagógico de educador baiano Anísio Teixeira, em especial sua Escola Parque dos anos 1950, e em estabelecimentos implantados na década de 1980 pelo governador do rio de Janeiro Leonel Brizola (os Centros Integrados de Educação Pública ou "Brizolões") e na década de 1990 pela prefeita de São Paulo Marta Suplicy (os Centros de Educação Unificada).
O Colégio Estadual Nelson Mandela possui parcerias com a Universidade Federal da Bahia (UFBA), por meio do Instituto de Letras da UFBA, para o desenvolvimento de programas de iniciação à docência visando a preparação dos estudantes universitários para uma vivência prática no ensino e ambiente escolar.

### Polo da Universidade Aberta do Brasil
Este colégio estadual abriga um polo efetivo do sistema de EAD que compõe a UAB chamado "SALVADOR-BA PERIPERI", por meio de intermediada pelo Instituto Anísio Teixeira (IAT).
Este polo começou em 2016 ofertando 435 vagas para 13 cursos de licenciatura, bacharelado e especialização, sendo estas vagas priorizadas para os professores da rede estadual e, também, para os estudantes oriundos do terceiro ano do ensino médio.